# Pteropurpura
Pteropurpura là một chi ốc biển, là động vật thân mềm chân bụng sống ở biển thuộc họ Muricidae, họ ốc gai.

## Các loài
Các loài thuộc chi Pteropurpura bao gồm:
- Pteropurpura leeana (Dall, 1890)[2]
- Pteropurpura falcata (G.B. Sowerby II, 1834)[3]
- Pteropurpura inornatus (Récluz, 1851)[4]
- Pteropurpura debruini (Lorenz, 1989)[5]
- Pteropurpura graagae (Coen, 1943)[6]
- Pteropurpura multicornis Houart, 1991[7]
- Pteropurpura quinquelobata (Sowerby, 1879)[8]
- Pteropurpura transkeiana Houart, 1991[9]
- Pteropurpura uncinaria (Lamarck, 1822)[10]
- Pteropurpura benderskyi Emerson & D'Attilio, 1979[11]
- Pteropurpura bequaerti Clench & Farfante, 1945[12]
- Pteropurpura centrifuga (Hinds, 1844)[13]
- Pteropurpura dearmata (Odhner, 1922)[14]
- Pteropurpura deroyana Berry, 1968[15]
- Pteropurpura erinaceoides (Valenciennes, 1832)[16]
- Pteropurpura esycha (Dall, 1925)[17]
- Pteropurpura expansa (Sowerby, 1860)[18]
- Pteropurpura fairiana (Houart, 1979)[19]
- Pteropurpura festiva (Hinds, 1844)[20]
- Pteropurpura macroptera (Deshayes, 1839)[21]
- Pteropurpura modesta (Fulton, 1936)[22]
- Pteropurpura plorator (Adams & Reeve, 1845)[23]
- Pteropurpura sanctaehelenae (E.A. Smith, 1891)[24]
- Pteropurpura stimpsoni (A. Adams, 1863)[25]
- Pteropurpura trialata (Sowerby, 1834)[26]
- Pteropurpura vokesae Emerson, 1964[27]